# South Fork Birch Creek (Alaska)
Der South Fork Birch Creek ist ein 35 Kilometer langer rechter Nebenfluss des Birch Creek im Interior des US-Bundesstaats Alaska.

## Verlauf
Der South Fork Birch Creek entspringt im Yukon-Tanana Upland, 86 km südsüdwestlich von Circle auf einer Höhe von etwa 975 m. Er fließt anfangs 15,6 km in nordnordöstlicher Richtung durch ein Tal namens „Puzzle Gulch“. Er nimmt den Caribou Creek von rechts auf. Bei Flusskilometer 13 trifft der Yukon Fork South Fork Birch Creek von rechts auf den South Fork Birch Creek. Dieser wendet sich nun in Richtung Nordnordwest. 6,5 Kilometer oberhalb der Mündung mündet der Big Windy Creek von links in den South Fork Birch Creek. Die Mündung des South Fork Birch Creek liegt auf einer Höhe von 311 m 22 km südsüdöstlich von Circle Hot Springs. Unterhalb der Einmündung des South Fork Birch Creek in den Birch Creek wendet sich letzterer nach Nordosten und später nach Norden.

## Einzugsgebiet
Der South Fork Birch Creek entwässert ein 835 km² großes Areal im äußersten Süden des Schutzgebietes Steese National Conservation Area. Das Einzugsgebiet grenzt im Osten an das des Yukon River, im äußersten Südosten an das des Charley River, im Süden an das des Salcha River sowie im Westen an das des Chena River.